# Dallas Wings
Die Dallas Wings sind eine US-amerikanische Damen-Basketball-Mannschaft der Women’s National Basketball Association mit Sitz in Arlington im US-Bundesstaat Texas.
Das Franchise wurde 1998 unter dem Namen Detroit Shock gegründet und nahm zum Beginn der Saison 1998 den Spielbetrieb auf. In den Saisons 2003, 2006 und 2008 konnten die Shock die WNBA-Meisterschaft gewinnen. Vor der Saison 2010 zog das Franchise nach Tulsa um, wobei der Name des Franchise beibehalten wurde. Zur Saison 2016 zog das Franchise in die Region Dallas/Fort Worth in Texas um. Am 2. November 2015 wurde die Umbenennung in Dallas Wings bekannt gegeben. Dort wurde in der zweiten Saison erstmals die Playoffs erreicht, aber bisher keine Playoff-Serie erfolgreich bestritten. Erst 2022 wurde das erste Playoff-Spiel gewonnen.

## Geschichte

### Detroit Shock (1998 bis 2009)
- Hauptartikel: Detroit Shock

Die Detroit Shock wurden 1997 gegründet und waren die erste professionelle Damen-Basketballmannschaft in Michigan. Sie gewannen 2003, 2006 und 2008 die WNBA-Meisterschaft, wodurch sie lange Zeit nach den Houston Comets (4 Titel) die erfolgreichste Mannschaft der WNBA waren. Mittlerweile haben auch die Minnesota Lynx und die Seattle Strorm vier WNBA-Titel.

### Tulsa Shock (2010 bis 2015)
- Hauptartikel: Tulsa Shock

Am 20. Oktober 2009 verlautbarte WNBA-Präsidentin Donna Orender gemeinsam mit den Investoren Bill Cameron, David Box, Tulsa-Bürgermeisterin Kathy Tylor, dem Gouverneur von Oklahoma Brad Henry und Cheftrainer Nolan Richardson, dass das Franchise der Detroit Shock nach Tulsa umgesiedelt wird. Am 23. Januar 2010 wurde bekannt gegeben, dass sich der Teamname nicht ändern wird, jedoch die Teamfarben, die ab der Saison 2010 schwarz, rot, goldfarben sind.

### Dallas Wings (ab 2016)

#### Neubeginn in Texas (ab 2016)
Zur Saison 2016 zog das Franchise in die Region Dallas/Fort Worth in Texas um. Am 20. Juli 2015 wurde der Umzugsplan bekanntgeben und am 23. Juli durch die WNBA bestätigt. Am 2. November 2015 wurde die Umbenennung in Dallas Wings bekannt gegeben. Nach zwei Niederlagen in den Vorbereitungsspielen startete das Team am 14. Mai 2016 mit einem Erfolg gegen die Indiana Fever in die Saison 2016. Insgesamt verlor das Team aber deutlich mehr Spiele als in der letzten Saison in Tulsa und somit beendete man die erste Saison in Dallas auf dem fünften Tabellenplatz in der Western Conference und verpasst die Playoffs deutlich. 2017 konnte sich das Team steigern, gewann 16 Spiele in der regulären Saison und erreichte erstmals als Wings die Playoffs. Dort scheiterte das Team an den Washington Mystics in der ersten Runde. Auch in der Spielzeit 2018 erreichten die Wings mit einer negativen Bilanz die Playoffs. Auch diesmal endete die Saison für die Wings mit einer Niederlage in der ersten Playoff-Runde. Sportlich waren die Spielzeiten 2019 und 2020 für die Wings wenig erfolgreich, es wurden nur zehn bzw. acht Spiele gewonnen und damit die Playoffs verpasst. Die Saison 2021 zeigte eine Aufwärtstendenz. Es wurden wieder der Playoffs erreicht, auch wenn diese nach einer Niederlage schnell beendet waren. 2022 erspielten die Wings erstmals in Dallas eine ausgeglichene Bilanz in der regulären Saison und erreichten damit die Playoffs als dritter der Western Conference. Die Playoff-Serie gegen die Connecticut Sun ging zwar verloren, aber bei der vierten Playoff-Teilnahme wurden zumindest erstmals ein Spiel gewonnen.

## Spielstätte
| Saison | Zuschauer- schnitt | WNBA-Zu- schauerschnitt |
| ------ | ------------------ | ----------------------- |
| 2016   | 5.298              | 7.655                   |
| 2017   | 3.872              | 7.716                   |
| 2018   | 4.752              | 6.769                   |
| 2019   | 4.999              | 6.535                   |
| 2020   | Covid-19           | Covid-19                |
| 2021   | 2.101              | 2.620                   |
| 2022   | 3.788              | 5.646                   |
| 2023   | 4.641              | 6.615                   |
| 2024   | 5.911              | 9.807                   |

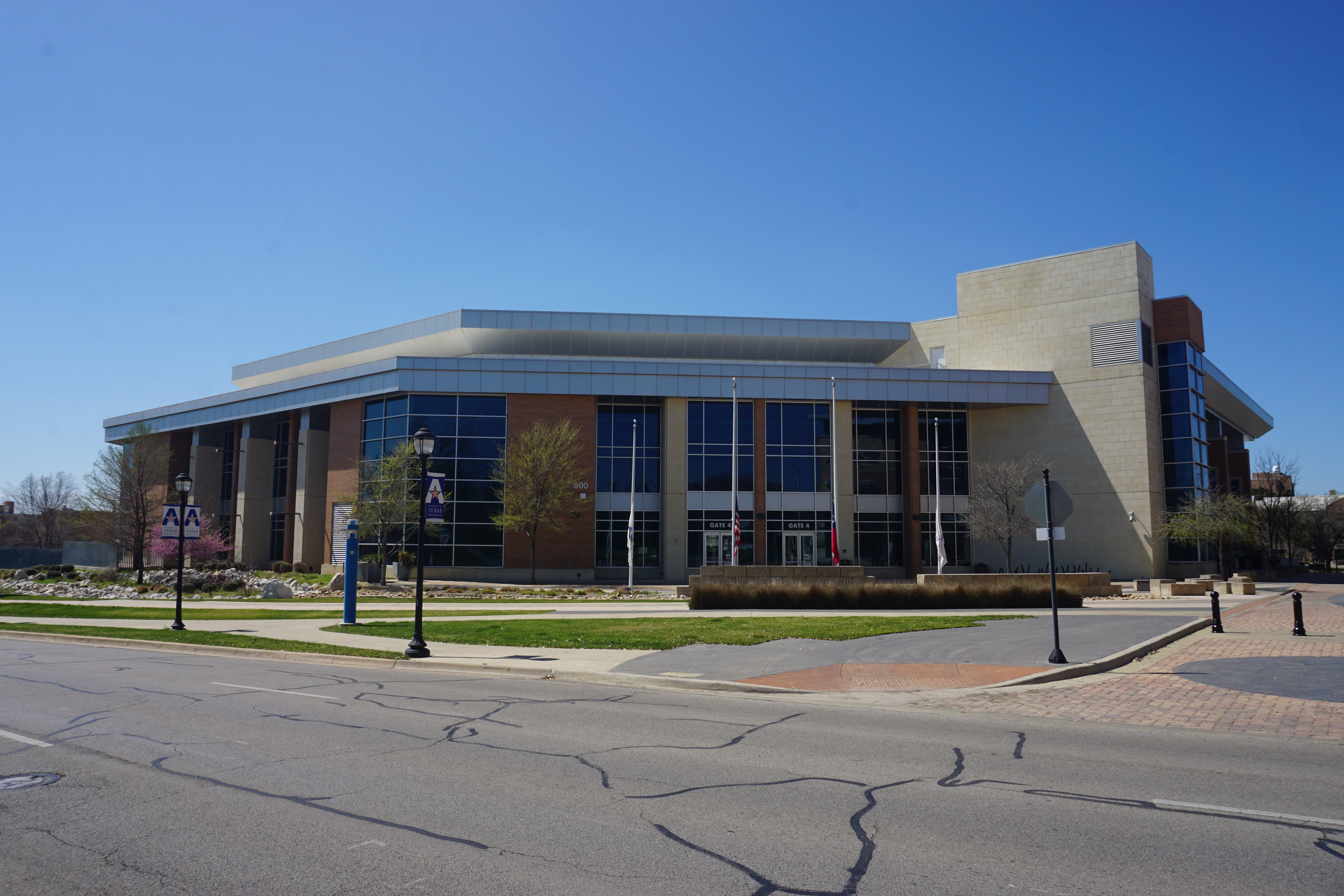
College Park Center

Die Dallas Wings tragen ihre Heimspiele seit ihrem Umzug im College Park Center in Arlington, Texas aus. Derzeit ist der College Park Center außerdem Heimat einiger Sport-Teams der University of Texas at Arlington.

### Zuschauerzahlen
In der Saison nach dem Umzug konnte das Team nur wenige Zuschauer anlocken und erzielte des niedrigsten Schnitt aller WNBA-Teams 2016. Trotz des erstmaligen Playoff-Einzugs in der Saisons 2017 sank der Schnitt deutlich und war wieder der schwächste der Liga. In der Saison 2018 steigert sich der Zuschauerzuspruch deutlich und das Team war erstmals nicht das Schlusslicht der Liga. 2019 setzt sich der positive Trend fort.

## Erfolge und Ehrungen

### Sportliche Erfolge
Während die Detroit Shock 2003, 2006 und 2008 die WNBA-Meisterschaft gewannen, konnten die Tulsa Shock seit dem Umzug aus Auburn Hills in der Zeit von 2010 bis 2015 kaum sportliche Erfolge feiern und erreichte nur einmal die Playoffs. In Dallas wurde in vier Saisons zweimal die Playoffs erreicht, aber bisher kein Playoff-Spiel gewonnen.

### Individuelle Auszeichnungen
In der dritten Saison in Dallas ging erstmals eine Auszeichnung an eine Spielerin des Teams. Mit der besten Punktesammlerin war es auch gleich eine der wertvollsten Auszeichnungen der Liga.
Peak Performers Bei den Auszeichnungen der besten statistischen Werte konnte Liz Cambage als erste Spieler des Teams eine Auszeichnung nach Dallas holen.
- 2018 – Liz Cambage (Punkte)

### Saisonübersicht
Abkürzungen: Sp. = Spiele, S = Siege, N = Niederlagen
| Saison                 | Sp. | S   | N   | Siege in % | Platz                  | Playoffs |
| Detroit Shock          |     |     |     |            |                        | |
| 1998                   | 30  | 17  | 13  | 56,7       | 4., Eastern Conference | nicht qualifiziert |
| 1999                   | 32  | 15  | 17  | 46,9       | 2., Eastern Conference | Niederlage im Conference Semifinal, 0:1 (Charlotte Sting) |
| 2000                   | 32  | 14  | 18  | 43,8       | 5., Eastern Conference | nicht qualifiziert |
| 2001                   | 32  | 10  | 22  | 31,3       | 7., Eastern Conference | nicht qualifiziert |
| 2002                   | 32  | 9   | 23  | 28,1       | 8., Eastern Conference | nicht qualifiziert |
| 2003                   | 34  | 25  | 9   | 73,5       | 1., Eastern Conference | Sieg in den Conference Semifinals, 2:1 (Cleveland Rockers) Sieg im Conference Final, 2:0 (Connecticut Sun) WNBA-Meister, 2:1 (Los Angeles Sparks)                 |
| 2004                   | 34  | 17  | 17  | 50,0       | 3., Eastern Conference | Niederlage in den Conference Semifinals, 1:2 (New York Liberty)                                                                                                   |
| 2005                   | 34  | 16  | 18  | 47,1       | 4., Eastern Conference | Niederlage in den Conference Semifinals, 0:2 (Connecticut Sun) |
| 2006                   | 34  | 23  | 11  | 67,6       | 2., Eastern Conference | Sieg in den Conference Semifinals, 2:0 (Indiana Fever) Sieg in den Conference Finals, 2:1 (Connecticut Sun) WNBA-Meister, 3:2 (Sacramento Monarchs)               |
| 2007                   | 34  | 24  | 10  | 70,6       | 1., Eastern Conference | Sieg in den Conference Semifinals, 2:1 (New York Liberty) Sieg in den Conference Finals, 2:1 (Indiana Fever) Niederlage in den WNBA Finals, 2:3 (Phoenix Mercury) |
| 2008                   | 34  | 22  | 12  | 64,7       | 1., Eastern Conference | Sieg in den Conference Semifinals, 2:1 (Indiana Fever) Sieg in den Conference Finals, 2:1 (New York Liberty) WNBA-Meister, 3:0 (San Antonio Silver Stars)         |
| 2009                   | 34  | 18  | 16  | 52,9       | 3., Eastern Conference | Sieg in den Conference Semifinals, 2:0 (Atlanta Dream) Niederlage in den Conference Finals, 1:2 (Indiana Fever)                                                   |
| Gesamt (Detroit Shock) | 396 | 210 | 186 | 53,0       |                        | 8 Playoff-Teilnahmen in 12 Saisons 17 Serien: 12 Siege, 5 Niederlagen 49 Spiele: 30 Siege, 19 Niederlagen (61,2 %)                                                |
| Tulsa Shock            |     |     |     |            |                        | |
| 2010                   | 34  | 6   | 28  | 17,6       | 6., Western Conference | nicht qualifiziert |
| 2011                   | 34  | 3   | 31  | 8,8        | 6., Western Conference | nicht qualifiziert |
| 2012                   | 34  | 9   | 25  | 26,5       | 5., Western Conference | nicht qualifiziert |
| 2013                   | 34  | 11  | 23  | 32.4       | 6., Western Conference | nicht qualifiziert |
| 2014                   | 34  | 12  | 22  | 35,3       | 6., Western Conference | nicht qualifiziert |
| 2015                   | 34  | 18  | 16  | 52,9       | 3., Western Conference | Niederlage in den Conference Semifinals, 0:2 (Phoenix Mercury) |
| Gesamt (Tulsa Shock)   | 204 | 59  | 145 | 28,9       |                        | 1 Playoff-Teilnahme in 6 Saisons 1 Serie: 0 Siege, 1 Niederlage 2 Spiele: 0 Siege, 2 Niederlagen (0,0 %)                                                          |
| Dallas Wings           |     |     |     |            |                        | |
| 2016                   | 34  | 11  | 23  | 32,4       | 5., Western Conference | nicht qualifiziert |
| 2017                   | 34  | 16  | 18  | 47,1       | 4., Western Conference | Niederlage in der 1. Runde, 0:1 (Washington Mystics) |
| 2018                   | 34  | 15  | 19  | 44,1       | 5., Western Conference | Niederlage in der 1. Runde, 0:1 (Phoenix Mercury) |
| 2019                   | 34  | 10  | 24  | 29,4       | 6., Western Conference | nicht qualifiziert |
| 2020                   | 22  | 8   | 14  | 36,4       | 6., Western Conference | nicht qualifiziert |
| 2021                   | 32  | 14  | 18  | 43,8       | 5., Western Conference | Niederlage in der 1. Runde, 0:1 (Chicago Sky) |
| 2022                   | 36  | 18  | 18  | 50,0       | 3., Western Conference | Niederlage in der 1. Runde, 1:2 (Connecticut Sun) |
| 2023                   | 40  | 22  | 18  | 55,0       | 2., Western Conference | Sieg in der 1. Runde, 2:0 (Atlanta Dream) Niederlage in den WNBA-Semifinals, 0:3 (Las Vegas Aces)                                                                 |
| 2024                   | 40  | 9   | 31  | 22,5       | 5., Western Conference | nicht qualifiziert |
| Gesamt (Dallas Wings)  | 306 | 123 | 183 | 40,2       |                        | 5 Playoff-Teilnahmen in 9 Saisons 6 Serien: 1 Siege, 5 Niederlagen 11 Spiele: 3 Sieg, 8 Niederlagen (27,3 %)                                                      |
| Gesamt                 | 906 | 392 | 514 | 43,3       |                        | 14 Playoff-Teilnahmen in 27 Saisons 24 Serien: 11 Siege, 11 Niederlagen 62 Spiele: 33 Siege, 29 Niederlagen (53,2 %)                                              |

## Trainer
| Name                    | Saison         | Reguläre Saison | Reguläre Saison | Reguläre Saison | Playoffs | Playoffs | Playoffs |
| ----------------------- | -------------- | --------------- | --------------- | --------------- | -------- | -------- | -------- |
| Name                    | Saison         | GC              | W               | L               | GC       | W        | L        |
| Fred Williams           | 2014 bis 2018  | 167             | 71              | 96              | 3        | 0        | 3        |
| Taj McWilliams-Franklin | 2018 (Interim) | 3               | 1               | 2               | 1        | 0        | 1        |
| Brian Agler             | 2019 bis 2020  | 56              | 18              | 38              | -        | -        | -        |
| Vickie Johnson          | 2021 bis 2022  | 68              | 32              | 36              | 3        | 1        | 2        |
| Latricia Trammell       | 2023 bis 2024  | 80              | 31              | 49              | 5        | 2        | 3        |
| Chris Koclanes          | ab 2025        | -               | -               | -               | -        | -        | -        |

Abkürzungen: GC = Spiele, W = Siege, L = Niederlagen

## Spielerinnen

### Kader der Saison 2023
Stand: 5. Juni 2023
| Nr. | Land               | Name                | Position | Geburtsdatum | Erfahrung in WNBA | College                      |
| --- | ------------------ | ------------------- | -------- | ------------ | ----------------- | ---------------------------- |
| 0   | Deutschland        | Satou Sabally       | Forward  | 25.04.1998   | 3 Saisons         | University of Oregon         |
| 1   | Vereinigte Staaten | Ashley Joens        | Guard    | 16.03.2000   | Rookie            | Iowa State University        |
| 6   | Vereinigte Staaten | Natasha Howard      | Forward  | 02.09.1991   | 9 Saisons         | Florida State University     |
| 7   | Vereinigte Staaten | Teaira McCowan      | Center   | 28.09.1996   | 4 Saisons         | Mississippi State University |
| 8   | Mexiko             | Lou Lopez Sénéchal  | Guard    | 12.05.1998   | Rookie            | University of Connecticut    |
| 11  | Vereinigte Staaten | Crystal Dangerfield | Guard    | 11.05.1998   | 3 Saisons         | University of Connecticut    |
| 12  | Vereinigte Staaten | Veronica Burton     | Guard    | 12.07.2000   | 1 Saison          | Northwestern University      |
| 20  | Vereinigte Staaten | Maddy Siegrist      | Forward  | 22.05.2000   | Rookie            | Villanova University         |
| 21  | Vereinigte Staaten | Kalani Brown        | Center   | 21.03.1997   | 3 Saisons         | Baylor University            |
| 23  | Vereinigte Staaten | Jasmine Dickey      | Guard    | 23.02.2000   | 1 Saison          | University of Delaware       |
| 24  | Vereinigte Staaten | Arike Ogunbowale    | Guard    | 02.03.1997   | 4 Saisons         | University of Notre Dame     |
| 28  | Finnland           | Awak Kuier          | Forward  | 19.08.2001   | 2 Saisons         | -                            |
| 88  | Vereinigte Staaten | Diamond DeShields   | Guard    | 05.03.1995   | 5 Saisons         | University of Tennessee      |

### Erstrunden-Wahlrechte beim WNBA Draft
| Name             | Jahr | Draft-Position |
| ---------------- | ---- | -------------- |
| Aerial Powers    | 2016 | 05.            |
| Evelyn Akhator   | 2017 | 3.             |
| Allisha Gray     | 2017 | 04.            |
| Kaela Davis      | 2017 | 10.            |
| Azurá Stevens    | 2018 | 06.            |
| Arike Ogunbowale | 2019 | 05.            |
| Satou Sabally    | 2020 | 02.            |
| Bella Alarie     | 2020 | 05.            |
| Tyasha Harris    | 2020 | 07.            |

| Name               | Jahr | Draft-Position |
| ------------------ | ---- | -------------- |
| Charli Collier     | 2021 | 01.            |
| Awak Kuier         | 2021 | 02.            |
| Chelsea Dungee     | 2021 | 05.            |
| Veronica Burton    | 2022 | 07.            |
| Maddy Siegrist     | 2023 | 03.            |
| Lou Lopez Sénéchal | 2023 | 05.            |
| Abby Meyers        | 2023 | 11.            |
| Jacy Sheldon       | 2024 | 05.            |
| Carla Leite        | 2024 | 09.            |
| Paige Bueckers     | 2025 | 01.            |
| Azaiha James       | 2025 | 12.            |

In den bisher zwei Spielzeiten nach dem Umzug nach Texas seit vor der Saison 2016 hatten das Team der Wings vier Draftrechte in der ersten Runde des WNBA Drafts. Das Franchise hatte dabei einmal einen Draft-Pick in der ersten Runde. Im WNBA Draft 2017 konnten sogar drei Spielerinnen in der ersten Runde ausgewählt werden. Diese dreifache Wahl in der ersten Runde hatten zuvor nur die Minnesota Lynx im WNBA Draft 2000.
Der früheste Pick, den die Wings bis dato hatten, war der insgesamt dritte im Jahr 2017. Das Team entschieden sich bei diesem Draft für Evelyn Akhator, die es zwar in den Kader des Teams gelangte, aber in der Rookie-Saison noch nicht den Durchbruch schaffte. Mit Allisha Gray die im WNBA Draft 2017 als vierte Spielerin ausgewählt wurde, erhielt bisher einmal eine Spielerin der Wings die Ehrung als bester Neuling des Jahres.
In der Saison 2017 standen alle vier von den Wings in der ersten Runde des Drafts ausgewählten Spielerinnen im Kader des Klubs.